# Kiss (музичка група)
Кис (често стилизован под KIϟϟ ) је амерички рок бенд који су у Њујорку у јануару 1973. године основали Пол Стенли (Paul Stanley), Џин Симонс (Gene Simmons), Ејс Фрили (Ace Frehley) и Питер Крис (Peter Criss). 
Као прва америчка група која је добитник златних награда свих времена, и то у свакој категорији, КИС се лако може назвати и једним од најутицајнијих бендова.   
Чланови из оригиналне поставе, Џин Симонс, Пол Стенли, Ејс Фрили и Питер Крис су 2014. године примљени у Кућу славних Рок енд Рол-а (The Rock N Roll Hall of Famers).  
Група је објавила 44 албума и продала више од 100 милиона албума широм света. КИС је добио и славну награду оснивача ASCAP 2015. године.  
КИС је више од 40 година пружао својим обожаваоцима хитове са својих албума и живе наступе током њихових светских турнеја. 
Поред тога, једном годишње „КИС Армија “ ("KISS Army") се претвара у „КИС морнарицу“ ("KISS Navy"), када се обожаваоци из целог света укрцавају на КИС Крстарење ("KISS Cruise"). Ове године ће то бити њихово 6. путовање.
Наступи тзв. "високог профила" укључују амерички "Super Bowl", Зимске олимпијске игре, концерт "Rockin' The Corps", "FOX alliance with KISS" где се појављују у више епизода серије Family Guy, као и две специјалне гостујуће представе у финалима Америчког идол-а. КИС је представљен у главним рекламним и маркетиншким кампањама за "John Varvatos", "Google Play", "Hello Kitty" - чак се појављују у комерцијалној и рекламној кампањи Dr. Pepper Super Bowl у знак подршке њиховој турнеји Hottest Show On Earth.
КИС је посвећен бројним ветеранским организацијама, укључујући: 
- Пројекат Рањени ратници, "The USO",
- Програм Америчке привредне коморе “Hire A Hero”,
- Организација "Наслеђе" из Аустралије ("The Legacy Organization in Australia"),
- "Help For Heroes United Kingdom and The Dr. Pepper Snapple Groups Wounded Warriors Support Foundations", итд.

Наслеђе КИС-а наставља да расте из генерације у генерацију, превазилазећи године, расу и вероисповест. 
Неупоредив је осећај припадности и оданост војске КИС-а ("KISS Army") „Најтоплијем бенду на свету“ упечатљив је доказ нераскидиве везе бенда са обожаваоцима.

## Историјат
КИС (KISS) вуче корене од Wicked Lester, рокенрол бенда чије је седиште било у Њујорку, који су предводили суоснивачи Џин Симонс и Пол Стенли. Wicked Lester (Зли Лестер), са својом мешавином музичких стилова, никада није постигао успех. Снимили су један албум, који никада није званично објављен. Симонс и Стенли, осећајући да им је потребан нови музички правац и након што је издавачка кућа "Epic Records" одбила да објави деби албум бенда, напустили су Wicked Lester 1972. и одлучили да формирају нов бенд.
Крајем 1972. године, Симонс и Стенли, наишли су на оглас у часопису Rolling Stone који је објавио Питер Крис, бубњар Њујоршке клупске сцене. У тексту огласа је писало "...покушаћу било шта да успем". Крис је претходно био у бендовима Lips и Chelsea. Појавио се на аудицији за нову поставу Wicked Lester-а и придружио јој се. Трио се фокусирао на много тврђем стилу рока него што је то био случај са Wicked Lester. Инспирисани Alice Cooper-ом и New York Dolls, почели су да експериментишу са својим имиџом носећи шминку и разноврсну сценску одећу.
Јануара 1973. групи се придружио и соло гитариста Ејс Фрили који је импресионирао остале чланове групе већ на првој аудицији, на којој се појавио у две различите патике, једној црвеној и другој наранџастој. Неколико недеља након што се Фрили придружио бенду, Wicked Lester је престао да постоји, а настао је КИС.
Стенли је заслужан за име бенда, док је Фрили дизајнирао оригиналну верзију сада познатог лога КИС-а.
Први наступ КИС-а, био је 30.01.1973. године у клубу "Popcorn" у Њујорку.
Јуна 1973. године, КИС снима пет демо снимака које је продуцирао Еди Крамер (Eddie Kramer). Ови снимци на крају завршавају у рукама бившег тинејџерског поп певача и извршног директора Буда Рекордс-а ("Buddah Records") Нила Богарта (Neil Bogart).
Августа 1973. после великог броја концерата, бивши ТВ директор Бил Оукоин (Bill Aucoin) бива ангажован за менаџера бенда. Уз његову помоћ, КИС потписује свој први уговор са новом издавачком кућом Казабланка рекордс (Casablanca Records) чији је власник и оснивач био Нил Богарт. 
10. октобра 1973. бенд улази у Bell Sound Studios у Њујорку и започиње снимање свог првог албума. 
18. фебруара 1974. је објављен истоимени деби албум групе КИС. 
21. фебруара 1974. КИС изводи уживо нумере Nothin' to lose, Firehouse и Black Diamond на свом првом наступу за националну телевизију, у програму ABC In Concert. (Емитовање ове емисије је било 29. марта). 
Августа 1974 КИС започиње снимање свог другог албума, Hotter Than Hell у Лос Анђелесу, а исти је објављен 22. октобра 1974. Продаја албума је била не тако сјајна, али су живи наступи бенда почели све више и више да скрећу пажњу на бенд. 
19. марта 1975. је објављен трећи албум Dressed To Kill. Албум укључује хит нумеру Rock And Roll All Nite која ће ускоро постати рок-химна наредних генерација. 
Септембара 1975. КИС користе снимке са својих узбудљивих и бомбастичних живих наступа и тако настаје први "живи" албум KISS Alive!. Албум је забележио рекордну продају и тако постао први албум групе КИС са златним тиражем. 
Популарност бенда расте великом брзином, а новоотворени клуб обожаватеља бенда KISS Army достиже шестоцифрени број чланова из целог света. 
15. марта 1976. је објављен четврти студијски албум Destroyer. Албум, чији је продуцент био Боб Езрин, постаје КИС-ов комерцијално најуспешнији студијски албум. Многе песме са овог албума и данас се изводе на концертима КИС-а. 
Новембра 1976. објављен је Rock And Roll Over на којем се налазе нове запаљиве песме КИС-а. 
Јуна 1977. објављен је и шести студијски албум Love Gun. 
Уследили су нови многобројни успеси и награде попут награде за најбољи сингл по избору публике за песму Бет (Beth) у категорији "Најбоља песма" коју је отпевао бубњар бенда, Питер Крис. 
26. маја 1977. КИС најављују свој први КИС Марвел-ов стрип и у ту сврху депонују сопствену крв у мастило којим су штампани КИС стрипови у Марвел-овој штампарији. 
22. јуна 1977. КИС је, према резултатима истраживања које је спровела и објавила Gallup Poll организација за испитивање јавног мњења, проглашен за амерички бенд бр. 1, a КИС-ова турнеја по Јапану, исте године, оборила је све рекорде посећености које су до тада држали Битлси (The Beatles). "Хистерија" је у пуној снази. 
26. августа 1977. Након тровечерњих наступа у Форум арени у Лос Анђелесу, снимљен је материјал за КИС-ов други "живи" албум Alive II. Албум је објављен 14. октобра 1977. и достигао је мулти-платинасти тираж. Албум садржи три стране уживо уз четврту страну са новим студијским снимцима. 
1. марта 1978. Објављена је прва од многих компилација КИС-ових највећих хитова, под називом Double Platinum. 
18. септембра 1978. Истовремено излазе четири соло албума које су снимили чланови КИС-а Џин Симонс, Ејс Фрили, Пол Стенли и Питер Крис. Тираж је био милион примерака сваког албума. На соло албумима нису свирали остали чланови бенда, већ студијски музичари по избору сваког од чланова КИС-а, а сваки соло албум је посвећен осталој тројици чланова КИС-а. 
28. октобра 1978 је емитован NBC-јев ТВ филм, "КИС упознаје фантома парка" (KISS Meets Phantom of the Park) чија је премијера била у ударном термину. Фантом из парка био је један од најбоље оцењених ТВ филмова године, иако се чланови бенда не поносе много овим остварењем. 
23. маја 1979. КИС издаје албум Династија (Dynasty), који садржи светски хит "I Was Made For Lovin' You" - песму, која штампана у златном тиражу. Песма је комбиновала елементе КИС звука са диско звуком и која је стигла до топ десет у свету.  
Династија је, практично, последњи албум на коме су свирали сви чланови бенда. Наиме, бубњар Питер Крис је на овом албуму снимио само једну нумеру коју је и отпевао. Ради се о песми Dirty Livin'. Све остале нумере, снимио је студијски бубњар Антон Фиг (Anton Fig). 
Због повреда руку које је задобио након саобраћајне незгоде, менаџер бенда је закључио да Питер Крис није у стању да свира на албуму на највишем нивоу са чиме су се сложили и Симонс и Стенли. Имајући у виду да је следила и турнеја, одлучено је да се Питеру откаже даља сарадња. 
20. Маја 1980 Петер Крис и званично напушта КИС убрзо након изласка албума Немаскирани (Unmasked). Крис се појављује на илустрованом омоту албума, као и у музичком споту за песму Шенди (Shandi), али није допринео снимању албума. И на овом албуму је бубњеве снимио Антон Фиг иако никада није биз званично члан бенда. 
Јуна 1980. Њујоршки бубњар Ерик Кар (Eric Carr) придружио се КИС-у и крштен је као Лисица (The Fox). Кар дебитује на наступу КИС-а на једнократној представи у њујоршком позоришту Паладијум. Бенд креће на следећу турнеју по Европи и Аустралији 
11. новембра 1981. излази први концептуални албум групе КИС, под називом Music From the Elder, први са новим бубњаром Ериком Каром. Албум није успео да постане златни тираж и достиже само 75 место на Билбордовој лествици албума. 
25. октобар 1982 КИС објављује албум Creatures of the Night. Гитариста Ејс Фрили одлучује да напусти бенд како би наставио соло каријеру. Фрили-ја мења Вини Винсент (Vinnie Vincent) који је оставио и значајан ауторски траг на овом албуму. Иако није одсвирао ни једну нумеру, Фрили се појављује на омоту овог албума због уговорних обавеза према бенду. На следећој турнеји, "KISS10th Anniversary Tour", Винсент је попримио лик египатског анк-а - хијероглифа који означава "вечни живот". 
18. јуна 1983. - КИС наступа пред 137.000 обожавалаца на стадиону Маракана у Рио де Жанеиру у Бразилу. Овај и наредна два наступа на стадионима у Бразилу били су последњи пут да КИС наступа под маскама све до KISS Reunion турнеје 1996. 
18. септембра 1983. године КИС шокира музички свет тако што се први пут уживо појављују без њихове препознатљиве шминке на специјалном MTV TV специјалном дебитантском споту за насловну нумеру њиховог новог албума Lick It Up који је објављен свега 5 дана касније, 23. септембра 1983. године. 
Позната по маскама и препознатљивој сценској одећи својих чланова, група се истакла средином и крајем 1970 - их својим шокантним живим наступима, који су укључивали гутање ватре, бљување лажне крви, запаљиве гитаре, испаљивање ракета, левитирање бубњева, као и разноврсна пиротехничка средства. 
Бенд је прошао кроз неколико промена постава, а Стенли и Симонс су једини чланови који су се појављивали у свакој постави. Оригиналну и најпознатију поставу чине Пол Стенли (вокал и ритам гитара), Џин Симонс (вокал и бас), Ејс Фрили (соло гитара и вокал) и Питер Крис (бубњеви и вокали).
Чланови бенда су својом шминком и костимима изабрали ликове попут ликова из стрипова, али и у складу са својим неким особинама и афинитетима: Тако је Стенли желео да га зову "дечак са звезданим погледом", па је изабрао маску "Starchild". Симонс је, због свог афинитета према стриповима, али и због смисла за "црни" хумор, себи изабрао лик "The Demon", Фрилијева маска "Spaceman" рефлектује његову наклоност ка научној фантастици и његовој, наводној, припадности некој другој планети, док је Крис изабрао маску под називом "Catman" због веровања да има 9 живота, попут мачке, обзиром на његов буран живот који је живео пре уласка у бенд.
Због креативних разлика, Крис у току снимања албума Dynasty, 1979. године, а затим и Фрили током 1982. године  напуштају групу.
1983. године Кис је почео да наступа без шминке и костима, чиме је означио почетак „немаскиране“ ере бенда која ће трајати више од једне деценије. Бенд је доживео комерцијални опоравак током ове ере, албумом Lick It Up, сертификованим као платинаст, успешно их је представио новој генерацији обожавалаца, а његови музички спотови су се редовно пуштали на MTV-у . Ерик Кар (Eric Carr), који је заменио Криса 1980. године, умро је 1991. године од рака срца, а заменио га је Ерик Сингер (Eric Singer). Као одговор на талас Кис носталгије, средином 1990-их, оригинална постава поново се ујединила 1996. године, а повратак оригиналној постави, пратио је и повратак шминки и сценским костимима. Турнеја која је уследила, била је изузетно успешна. На њој је бенд, зарадио 143,7 милиона долара, што је ову турнеју сврстало у најуспешнију до тада. Крис и Фрили су након турнеје поново напустили бенд, а заменили су их Сингер и Томи Тајер (Tommy Thayer). Бенд је наставио са оригиналном сценском шминком, а Сингер и Тајер користе оригиналну шминку Catman и Spaceman. 
У септембру 2018. године, Кис је најавио да ће, након 45 година снимања и извођења, кренути на своју последњу турнеју, Светску турнеју End of the Road, која је започела у јануару 2019. године, а планирано је да се заврши 2022. године. 
Пандемија изазвана вирусом Корона (Corona), натерала је бенд да направи паузу, након чега је турнеја ипак настављена, а последњи концерт КИС-а је одржан 02.12.2023. у "Madison Square Garden" арени у Њујорку. 
Кис се сматра једним од најутицајнијих бендова свих времена, као и једним од најпродаванијих бендова свих времена, продавши више од 75 милиона плоча широм света, укључујући 21 милион RIAA сертификованих албума. Кис, такође носи титулу америчке групе бр. 1 свих времена која је награђивана златном плочом, са чак 30 златних албума. Кис има 14 платинастих албума, од којих су три мулти-платинаста. 10. априла 2014. године, четири оригинална члана групе Кис примљена су у Кућу славних рокенрола. Групу Кис је MTV рангирао као девети „Највећи метал бенд свих времена“, и заузео десето место на листи VH1 „100 највећих извођача хард рока“  као и трећи „Најбољи метал и хард рок бенд уживо свих времена“.  